# Gene Hoglan
Eugene "Gene" Victor Hoglan II (Dallas, Teksas, 31. kolovoza 1967.) je američki heavy metal bubnjar.
Smatra ga se jednim od najcjenjenijih heavy metal bubnjara, poznat je po iznimnoj tehničkoj preciznosti pri sviranju u vrlom brzom tempu, zbog čega je dobio nadimak "Tha Atomic Clock" (atomski sat). Započeo je karijeru kao tehničar thrash metal sastava Slayer, a kasnije je, između ostalih, bio član sastava Dark Angel, Death, Testament, Strapping Young Lad, Dewin Townsend, Dethklok, Zimmer's Hole i Fear Factory.

## Diskografija
Dark Angel
- 1986. - Darkness Descends
- 1989. - Leave Scars
- 1991. - Time Does Not Heal

Death
- 1993. - Individual Thought Patterns
- 1995. - Symbolic

Strapping Young Lad
- 1997. - City
- 2003. - Tour EP (EP)
- 2003. - Strapping Young Lad
- 2005. - Alien
- 2006. - The New Black

Testament
- 1997. - Demonic
- 1997. - Signs of Chaos: The Best of Testament (kompilacija)
- 2004. - Days of Darkness (kompilacija)
- 2007. - The Spitfire Collection (kompilacija)
- 2012. - Dark Roots of Earth
- 2016. - Brotherhood of the Snake

Devin Townsend
- 1998. - Infinity
- 2000. - Physicist
- 2001. - Terria

Dethklok
- 2007. -  The Dethalbum
- 2009. - Dethalbum II

Fear Factory
- 2010. - Mechanize

Ostalo
- 1998. Old Man's Child - Ill-Natured Spiritual Invasion
- 2002. Daemon - Eye For An Eye
- 2007. Meldrum - Blowin' Up The Machine
- 2008. Pitch Black Forecast - Absentee
- 2008. Zimmer's Hole - When You Were Shouting at the Devil...We Were in League with Satan
- 2009. Tenet - Sovereign
- 2011. Memorian - Evolution

## Vanjske poveznice
- Službena stranica